# Karakuyu, Boğazlıyan
Karakuyu là một xã thuộc huyện Boğazlıyan, tỉnh Yozgat, Thổ Nhĩ Kỳ. Dân số thời điểm năm 2010 là 137 người.